# Vladimir Jakunin
Vladimir Ivanovitj Jakunin (ryska: Владимир Иванович Якунин, född 30 juni 1948 i Melenki i Vladimir oblast i Sovjetunionen, är en rysk ingenjör, underrättelseofficer och affärsman och nära förtrogen med Vladimir Putin.
Vladimir Jakunin växte upp i Pärnu i Estniska socialistiska sovjetrepubliken, där hans far arbetade inom KGB:s gränstrupper, och från 1962 i Leningrad. Han utbildade sig till robotingenjör på det militära Leningrads mekaniska institut, med examen 1972. Han arbetade därefter 1972–1975 på State Institute for Applied Chemistry i Leningrad, samt därefter i Sovjetarmén. Efter ha slutat inom armén 1977, var han ingenjör vid ministerrådets kommitté för internationell handel och 1982–1985 för KGB:s räkning med internationella relationer på Ioffeinstitutet.
Han äger en datja i Solovjovka i Priozerskijdistriktet i Leningrad oblast, på östra stranden av sjön Komsomolskoje på Karelska näset utanför Sankt Petersburg. Där ingick han från 1996, tillsammans med Vladimir Putin, Jurij Kovaltjuk, bröderna Andrej och Sergej Fursenko, Viktor Mjatjin (född 1961), Vladimir Smirnov (född 1957) och Nikolaj Sjamalov (född 1960), i datja-kooperativet och grindsamhället Ozero.
Mellan 1985 och 1991 arbetade han inom Sovjetunionens FN-mission i New York.
Han lade grunden till sin förmögenhet, då han 1991, tillsammans med bland andra Jurij Kovaltjuk och Andrej Fursenko, tog över aktiemajoriteten i Bank Rossia från Sovjetunionens kommunistiska partis avdelning i Leningrad oblast.
Han var chef för Rysslands järnvägar 2005–2015.
Sonen Andrej Jakunin äger och driver ett riskkapitalföretag i London.